# رودزرد کایدرفیع
رودزرد کایدرفیع، روستایی در دهستان رودزرد بخش مرکزی شهرستان باغ‌ملک در استان خوزستان ایران است. این روستا، مرکز دهستان رودزرد است.

## جمعیت
بر پایه سرشماری عمومی نفوس و مسکن در سال ۱۳۹۵، جمعیت این روستا برابر با ۲۱ نفر (۹ خانوار) بوده‌است.